# Scopula subsignaria
Scopula subsignaria là một loài bướm đêm trong họ Geometridae.